# Ярославиці (Нижньосілезьке воєводство)
Ярославиці (пол. Jarosławice) — село в Польщі, у гміні Журавіна Вроцлавського повіту Нижньосілезького воєводства.
Населення — 103 особи (2011).
У 1975-1998 роках село належало до Вроцлавського воєводства.

## Демографія
Демографічна структура станом на 31 березня 2011 року:
|          | Загалом | Допрацездатний вік | Працездатний вік | Постпрацездатний вік |
| -------- | ------- | ------------------ | ---------------- | -------------------- |
| Чоловіки | 46      | 11                 | 33               | 2                    |
| Жінки    | 57      | 7                  | 36               | 14                   |
| Разом    | 103     | 18                 | 69               | 16                   |